# Kienberg
Kienberg település Németországban, azon belül Bajorországban. Lakosainak száma 1406 fő (2023. december 31.).

## Népesség
A település népessége az elmúlt években az alábbi módon változott:
| Lakosok száma | 717  | 1381 | 1044 | 1115 | 1352 | 1377 | 1400 | 1410 | 1380 | 1406 |
|               | 1875 | 1950 | 1975 | 1987 | 2012 | 2014 | 2016 | 2017 | 2021 | 2023 |